# Rubato
Rubato o tempo rubato (del italiano «robado») es un término musical que se utiliza para hacer referencia a la ligera aceleración o desaceleración del tempo de una pieza a discreción del solista o del director de orquesta con una finalidad expresiva.

## Uso en música clásica
Esta indicación fue usada con frecuencia en el romanticismo y es especialmente común en la música para piano. También demanda el alterar las relaciones entre los valores escritos y los que se tocan. Por ejemplo, si una obra tiene una negra seguida por una corchea, y el tiempo fuera desacelerado, la negra sería como una semicorchea ligada a una negra, la corchea tendría que ser acelerada a una semicorchea para componer el tiempo perdido. El rubato, incluso cuando no está indicado, es a menudo usado con libertad por muchos cantantes para agregar un efecto musical cantando en un tempo ligeramente distinto que el del acompañamiento.
Frédéric Chopin usó una estricta forma de rubato en algunas de sus obras; la mano izquierda siempre tocaba en el tiempo exacto de la pieza, mientras la mano derecha, la que llevaba la melodía, tocaba con libertad, o sea, con rubato. Franz Schubert y Aleksandr Skriabin también utilizaban este recurso para dar emoción a sus obras. Mientras Schubert estaba tocando en el Burgtheater en 1825, fue aplaudido por Salieri, quien lo felicitó por el buen uso del rubato [cita requerida].

## Uso en otros ámbitos
Hoy en día, el rubato es una técnica empleada en la ejecución de solos de guitarra, sobre todo en géneros como el blues.